# Строца
Стро̀ца (на италиански: Strozza; на ломбардски: Strosa, Строса) е село и община в Северна Италия, провинция Бергамо, регион Ломбардия. Разположено е на 378 m надморска височина. Населението на общината е 1060 души (към 2017 г.).